# 布纹藻属
布纹藻属（学名：Gyrosigma）为舟形藻科的一个属。

## 下级分类
本属包括以下物种：